# پل کالینگز
پل کالینگز (انگلیسی: Paul Collings؛ زادهٔ ۳۰ سپتامبر ۱۹۶۸) بازیکن فوتبال اهل بریتانیا است.
از باشگاه‌هایی که در آن بازی کرده‌است می‌توان به باشگاه فوتبال آکرینگتون استنلی، باشگاه فوتبال ترانمره راورز، باشگاه فوتبال بری، و باشگاه فوتبال آلترینچام اشاره کرد.